# Affisso
In linguistica si chiama genericamente affisso un elemento che si aggiunge a una parola per formarne un'altra.
Nella grammatica normativa tradizionale si distinguono tre tipi di affisso: prefisso, infisso e suffisso, a seconda che l'elemento si aggiunga all'inizio, in mezzo o alla fine della parola di base.
Nella linguistica descrittiva moderna si definisce affisso un morfema che sia nello stesso tempo legato e non lessicale; detto in altri termini, è una parte della parola che serve solo a precisarne il significato o la funzione grammaticale.

## Affisso nella grammatica tradizionale
Al di là di rappresentare un termine sintetico per indicare un prefisso, un suffisso o un infisso, l'affisso non si è imposto come concetto autonomo nella grammatica tradizionale.
L'interesse normativo è quello di fornire elenchi di prefissi, infissi e suffissi, restringendosi solitamente alla sola derivazione; ogni elenco è categorizzato in modo indipendente e per ogni categoria si stabiliscono gli ambiti di utilizzo e le regole di applicazione.
Gli elementi della flessione, ossia le desinenze, e le particelle clitiche solitamente non sono considerati affissi.
Da notare che nella grammatica tradizionale la desinenza è generalmente considerata parte del suffisso; ad esempio, in italiano si usa dire: "il suffisso -ale deriva l'aggettivo dal nome (nazion-ale)", nonostante il termine derivato si possa poi ulteriormente declinare (nazion-al-i).
La distinzione tra desinenza e suffisso può invece essere sentita in lingue fortemente regolari (o regolarizzate) come l'esperanto: "il suffisso -in- si usa per derivare il femminile di un termine: da patr-o (padre) si ottiene patr-in-o (madre)"; infatti in esperanto la desinenza -o è la desinenza caratteristica dei sostantivi e non è sentita come facente parte del suffisso (si confronti ad esempio la derivazione da infan-a a infan-in-a, maschile e femminile per l'aggettivo "infantile", ottenuta con lo stesso identico suffisso).

## Affisso nella linguistica contemporanea
La nozione moderna di affisso innanzi tutto esclude tutti i prefissoidi e i suffissoidi (che nella grammatica tradizionale sono considerati quasi alla stregua di prefissi e suffissi), in quanto hanno un valore lessicale cioè contribuiscono in modo essenziale alla formazione del significato di una parola.
Nella linguistica descrittiva questo tipo di morfemi sono chiamati anche termini fossilizzati e fanno parte della categoria delle radici.
Piuttosto, gli affissi includono anche i cosiddetti morfemi discontinui, o circonfissi o elementi parasintetici, come per esempio l'elemento ge- (...) -t che in lingua tedesca serve per costruire il participio passato di un verbo (infinito lieb-en "amare", participio ge-lieb-t "amato") o l'elemento ge- (...) -te che in lingua olandese serve per costruire il collettivo di un nome (berg "montagna", ge-berg-te "catena montuosa").
Inoltre, le desinenze e le particelle clitiche sono considerate affissi a tutti gli effetti, e fanno parte della categoria più ampia degli affissi flessivi.
Da notare che questa definizione può arrivare a distinguere più elementi rispetto alla grammatica tradizionale; ad esempio nel suffisso (in senso tradizionale) -izzare (profet-izzare) si distinguono tre morfemi: -izz- è il suffisso o infisso (che dir si voglia, ma comunque in senso moderno) che deriva il verbo dal nome, -a- è la vocale tematica della prima coniugazione, -re è la desinenza dell'infinito presente.